# Distinción militar

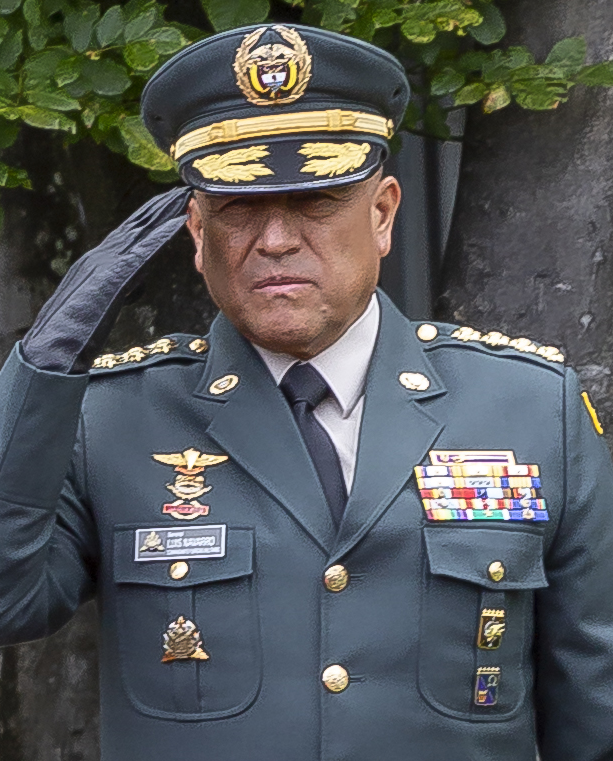
General Luis Navarro, de Colombia

En el ámbito militar se conoce como distinción (del latín distinctio, derivado de distinguere) a la acción y efecto de enaltecer, de establecer diferencia y prerrogativa, exención, honor, preferencia, de señalar a un miembro del ejército en el orden moral así como el distintivo lo hace en el orden material. 
Antiguamente, las coronas, las estatuas o las armas de honor servían poderosamente para premiar hechos de guerra o acciones distinguidas. A día de hoy, se usan las condecoraciones y las cruces llamadas por ello, de distinción. Así, por ejemplo, un general lleva el distintivo en el sombrero y demás zonas del uniforme reglamentario, la divisa en la bocamanga y en la faja, distinciones en las bandas y cruces y condecoraciones en el pecho.